# Angraecum potamophilum
Angraecum potamophilum là một loài thực vật có hoa thuộc họ Lan. Loài này được Rudolf Schlechter mô tả khoa học đầu tiên năm 1913.